# Tuluá
Tuluá è un comune della Colombia facente parte del dipartimento di Valle del Cauca.

## Storia
L'abitato venne fondato da Juan de Lemos y Aguirre nel 1639, mentre l'istituzione del comune è del 30 maggio 1825.

## Geografia fisica

### Territorio
Il comune si estende su una superficie è 819 km². La sua altitudine è di 787 metri sul livello del mare. Situato nel centro del dipartimento ad una distanza di 102 km da Cali, 110 km da Pereira e 350 km da Bogotà. È situata vicino alle città di Buga, Andalusia, Bugalagrande e Riofrio.
La sua area è suddivisa in 133 quartieri urbani e le zone rurali in 25 distretti e 141 villaggi.

### Clima
Situato a 4° a nord dell'equatore, il clima è tropicale. La temperatura media è tra i 26 e i 28 °C. A Tulua le giornate sono soleggiate e le notti fresche. Tulua si trova tra la Cordigliera Centrale e la Cordigliera Occidentale.